# Nachtjagdgeschwader 100
Nachtjagdgeschwader 100 (dobesedno slovensko: Nočni-lovski polk 100; kratica NJG 100) je bil nočno-lovski letalski polk (Geschwader) v sestavi nemške Luftwaffe med drugo svetovno vojno.

## Organizacija
- štab
- I. skupina
- II. skupina[1]